# Фавара, Альберто
Альберто Фавара (итал. Alberto Favara; 1 марта 1863, Салеми — 29 сентября 1923, Палермо) — итальянский композитор.
Учился в Палермской консерватории, в 1881 году перебрался в Милан. В 1883 году выиграл конкурс издательства Sonzogno на лучшую одноактную оперу по пьесе Леопольдо Маренко «Марчеллина», опера была поставлена годом позже в миланском театре Даль Верме.
В дальнейшем Фавара вернулся в Палермо, с 1895 г. преподавал в Палермской консерватории, среди его учеников Пьетро Ферро. Он уделял много внимания сбору и обработке сицилийского музыкального фольклора, эта работа отразилась в двух выпущенных им антологиях — «Сицилийские песни земли и моря» (итал. Canti della terra e del mare di Sicilia; 1907) и «Народные сицилийские песни» (итал. Canti popolari siciliani; 1921). Избранные статьи Фавары на эту тему собраны в книге, вышедшей спустя три десятка лет после его смерти (итал. Scritti sulla musica popolare siciliana; 1959); Фавара считается первым собирателем и исследователем сицилийского музыкального материала.
Среди сочинений Фавары — опера в трёх действиях «Урания», поставленная в 1918 году в миланском театре «Ла Скала», симфоническая поэма «Весна», Героическая кантата, другие оркестровые, камерные и вокальные произведения.
Альбом с народными песнями в обработке Фавары записали певица Ирина Лентиле и пианистка Орнелла Чернилья. Имя Фавары носит Сицилийская ассоциация этномузыкальных исследований.